# Ashburnham House
Pour les articles homonymes, voir Ashburnham (homonymie).

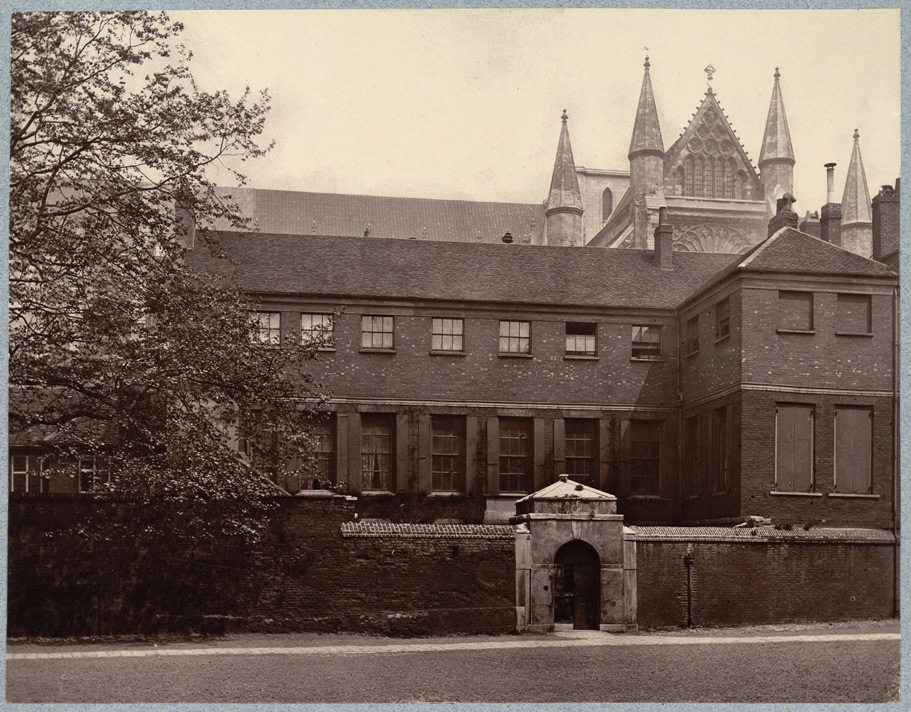
Vue de Ashburnham House en 1880

Ashburnham House est un manoir du XVIIe siècle situé à Westminster. Ce bâtiment est rattaché depuis 1882 à l'école de Westminster School.

## Histoire
Le manoir succède à un ancien prieuré de l'abbaye de Westminster remontant à l'époque médiévale. Il devient au XVIIe siècle le pied-à-terre londonien de la famille Ashburnham, dont le chef est titré « baron Ashburnham » en 1689, puis « comte d'Ashburnham (en) » en 1730. Sa construction a longtemps été attribuée à Inigo Jones ou à son élève John Webb, mais il semble que ce soit plutôt l'architecte William Samwell qui en soit responsable.
Le comte John Ashburnham revend le manoir à la Couronne en 1730. L'année suivante, le 23 octobre, Ashburnham House est victime d'un incendie qui ravage la bibliothèque Cotton, une collection de manuscrits médiévaux et autres livres rares entreposée là. Un récit contemporain de l'incendie décrit le conservateur Richard Bentley se jetant par une fenêtre avec le précieux Codex Alexandrinus sous le bras.
Racheté par le doyenné de Westminster en 1739, le manoir devient la résidence réservée au sous-doyen. Il est rattaché à l'école de Westminster School en 1882.
Pendant la Seconde Guerre mondiale, la bibliothèque du manoir sert de centre de communications pour la Royal Air Force et de salle de conférences secrète. Le rez-de-chaussée dissimule ces activités en hébergeant le « Churchill Club », un club réservé aux hauts officiers américains.